# Çanaqbulaq (Yardımli)
Çanaqbulaq è un comune dell'Azerbaigian situato nel distretto di Yardımlı. Conta una popolazione di 599 abitanti.